# Карл Мак фон Ляйберіх
Барон Карл Мак фон Лейберіх (нім. Karl Mack von Leiberich; 25 серпня 1752, Неннслінген — 22 грудня 1828, Санкт-Пельтен) — австрійський фельдмаршал-лейтенант. Брав участь у війнах з Туреччиною і Францією.

## Молодість
У 1770 році Мак вступив фур'єром в австрійський кавалерійський полк. У 1772 році Мак отримав чин капрала. Потім він служив полковим ад'ютантом в Імператорському кирасирському полку. У 1777 році проведений в чин унтер-лейтенанта. Під час Баварської війни служив при штабах графа Кінскі і фельдмаршала Моріца Лассі. У 1783 році проведений в чин капітана. Під час Турецької війни він служив при штабі імператорської головної квартири і в 1788 році був переведений в чин майора і призначений флігель-ад'ютантом. У 1789 році в чині підполковника відзначився при штурмі Белграда  [Архівовано 7 березня 2016 у Wayback Machine.]. Однак незабаром розбіжності з Лаудоном, що стали в цьому році головнокомандуючим армією, змусили Мака покинути театр військових дій, щоб не опинитися під трибуналом. Тим не менш він був проведений в полковники і нагороджений лицарським хрестом ордена Марії Терезії. У тому ж році Мак був призначений командиром шеволежерського полку і в одному з боїв був поранений в голову, наслідки чого давали про себе знати все його життя.

## Війни французької революції
Мак командував полком до 1793 року, коли в зв'язку з початком першої коаліційної війнивін був призначений генерал-квартирмейстером при штабі головнокомандувача австрійськими військами в Нідерландах принца Саксен-Кобургского. Відзначився в боях 1 березня та 18 березня при Нірвиндені. Після перемоги 23 травня 1793 року в битві при Фамарі Мак був призначений шефом 20-го кірасирського полку. Незважаючи на успіхи в березні-квітні 1793 року, воєнні й політичні невдачі союзників були частково приписані на його рахунок. Мак впав у немилість в очах імператора і влітку 1793 року він був відставлений з посади генерал-квартирмейстера. Кампанія 1793 року закінчилася для австрійців вкрай невдало  [Архівовано 7 березня 2016 у Wayback Machine.].
У Мака були вагомі причини вважати, що нещастя викликані його відходом. Так вважав не тільки він. Заклики повернути його на службу лунали все голосніше. Принц Кобургський неодноразово пропонував Маку знову зайняти місце генерал-квартирмейстера. Але ці пропозиції Мак зустрічав вкрай недоброзичливо. Його ущимлене самолюбство не дозволило погодитися на посаду менший посади головнокомандуючого армією в Нідерландах. Пропоновану посаду він зміг би прийняти тільки в тому випадку, якщо сам імператор займе місце головнокомандувача цієї армії. Мака викликали у Відень, в який він прибув 26 грудня 1793 року. Імператор справді збирався очолити війська в Нідерландах і Мак взявся за розробку плану нової кампанії, в якому всіляко підкреслювалася необхідність опори на допомогу Пруссії. Навесні 1794 року він був направлений до Лондона для узгодження спільних дій. Після повернення до Відня, складений ним план кампанії у Нідерландах був схвалений князем Кобургським і самим імператором Францем II. У 1794 році Мак, остаточно оговтавшись від поранення, знову повертається до активної служби у званні генерал-майора і на посаді начальника штабу  [Архівовано 7 березня 2016 у Wayback Machine.]. Але труднощі продовжували переслідувати армію навіть після його повернення та в середині травня Маку довелося погодитися на реалізацію плану, запропонованого імператором і князем Кобургським. Однак план був погано продуманий і 17 травня 1794 року в битві при Турні австрійські війська зазнали поразки. В кінці травня Мак був звільнений від усіх виконуваних ним функцій.
Протягом наступного року Мак залишався без заняття. В середині 1796 року англійським прем'єр-міністром йому було запропоновано зайняти посаду головнокомандуючого союзних військ у Португалії. Але навесні 1797 року після присвоєння йому звання фельдмаршал-лейтенанта він відправився на верхній Рейн, зайняти посаду начальника штабу Рейнської армії під командування фельдцейхмейстера графа де Латура. В 1798 році йому було доручено командування неаполітанської армії, з якої він досить успішно діяв проти французів у Південній Італії, зайняв Рим і вирушив до Капуї; тут він дізнався про втечу короля Сицилії і про заворушення в Неаполі; до того ж у військах його спалахнув бунт, і тому Мак звернувся до французького генерала Шампіонне з проханням про вільний пропуск в Німеччину. Хоча останній виконав це прохання, але розпорядження його не було затверджено французьким урядом: Мак був заарештований і оголошений військовополоненим. Через Два роки він здійснив втечу з Парижа.

## Наполеонівські війни
В 1805 році, з початком нової війни, Мак рушив на чолі австрійської армії до Ульму, щоб зміцнити це місто, але під час наближення до річки Іллер був атакований французами, зазнав поразки і сховався в Ульмі.
Тут він був оточений і капітулював з двадцятитисячним військом. Відпущений під чесне слово, він повернувся до Австрії і був відданий під військовий суд, за вироком якого був позбавлений чинів і орденів  [Архівовано 10 березня 2014 у Wayback Machine.].
У 1819 році за клопотанням князя Шварценберга Маку був повернений його чин фельдмаршала і орден Марії-Терезії.
Помер у 1828 році у віці 76 років.